# Jarmo Kytölehto
Jarmo Kytölehto, né le 23 juin 1961 à Petäjävesi, est un pilote de rallyes finlandais.

## Biographie
Il a participé à 23 courses du WRC, entre 1990 et 1999.

## Palmarès

### Titres
- Champion des champions de rallyes (à Grande Canarie): 1997;
- Champion de Finlande des rallyes du grand Groupe N: 1992, sur Mitsubishi Galant VR-4;
- Champion de Finlande des rallyes du petit Groupe A: 1990 et 1991, sur Opel Kadett GSI 16V;

### Podiums en WRC
- 3e du rallye des 1000 lacs: 1995, copilote Arto Kapanen sur Opel Astra GSI 16V;
- 3e du rallye des 1000 lacs: 1996, copilote Arto Kapanen sur Ford Escort RS Cosworth;
- 3e du rallye des 1000 lacs: 1997, copilote Arto Kapanen sur Subaru Impreza WRC;

### Podiums en ERC
- 2e du rallye arctique: 1993, 1994, et 1997;
- 2e du rallye Pirelli: 2000 (+ BRC, et 7e de ce championnat).